# CAF Supercup 2015
De CAF Supercup 2015 was een voetbalwedstrijd tussen de winnaar van de CAF Champions League 2014 ES Sétif uit Algerije en  Al-Ahly uit Egypte, de winnaar van de CAF Confederation Cup 2014.

## Wedstrijdinformatie
|                              |                                                     |     |                                         |                                                                                       |
| 21 februari 2015 16:00 UTC+1 | ES Sétif                                            | 1–1 | Al-Ahly                                 | Stade Mustapha Tchaker, Blida Toeschouwers: 15.000 Scheidsrechter: Noumandiez Doué () |
| 21 februari 2015 16:00 UTC+1 | Ziaya 68'                                           |     | Moteab 90+4'                            | Stade Mustapha Tchaker, Blida Toeschouwers: 15.000 Scheidsrechter: Noumandiez Doué () |
| 21 februari 2015 16:00 UTC+1 | Strafschoppen                                       |     |                                         | Stade Mustapha Tchaker, Blida Toeschouwers: 15.000 Scheidsrechter: Noumandiez Doué () |
| 21 februari 2015 16:00 UTC+1 | Delhoum Mellouli Benyettou Dagoulou Belameiri Lamri | 6–5 | Zakaria Said Moteab Samir Trezeguet Ali | Stade Mustapha Tchaker, Blida Toeschouwers: 15.000 Scheidsrechter: Noumandiez Doué () |